# 龙柏街道
龙柏街道是上海市闵行区曾经存在的一个乡级行政區劃，管辖范围东到新泾港、虹桥镇界、虹井路，西到北横泾，北到长宁区界，南到七宝镇、虹桥镇，存在于2000年至2009年，已於2010年拆分并撤销。

## 区划沿革

### 街道建立之前
1949年5～7月，上海市军事管制委员会新泾区接管委员会先后设5个办事处，下辖6镇、69个行政村、386个自然村。1950年6月，因龙华区面积过大，虹桥镇在蒲汇塘以南部分划入新泾区，设虹桥乡和新泾乡。当时虹桥乡管辖关港、龙华、漕溪、新龙华、石龙等十五个村（上述村今大多属于徐汇区）；新泾乡管辖虹桥、虹二等十个村；当时的西郊村属于新泾乡。
1956年3月，新泾、虹桥两镇随新泾区撤销，并入西郊区。1958年8月，上海市西郊区虹桥乡部分地区划入上海县境。
1992年7月，虹桥乡西郊村划入长宁区，归新泾镇，农副工业管理也同时划属长宁区。同年，随着上海县撤销改闵行区，虹桥乡撤乡改镇。1994年，为解决西郊村“一块土地，两个政府”的问题，西郊村复归虹桥镇，闵行、长宁东按徐虹支线、西按沪青平公路中心线重划区界。

### 街道建立
1997年9月29日，龙柏新村街道在原西郊村地域上成立，以原虹桥镇西郊村、先锋村、井亭村（部分）地块为基础，辖区包括龙柏新村、金汇花园和原华光村，边界为沿唐家泾、虹井路—老虹井路、吴中路、外环线、沪青平公路、徐虹支线、新泾港至唐家泾止:10-11。目前，龙柏新村和金汇花园有数个小区以西郊、华光、先锋等虹桥镇原有行政村名字命名，虹桥镇也保留了先锋街、华光路两个路名。
2000年10月8日，上海市人民政府下发文件，批准闵行区镇、街道行政区划调整方案。按照该方案，撤销龙柏新村和航华两街道建立新的龙柏街道。

### 拆分撤销
2009年9月，根据“大虹桥”地区发展方案，龙柏街道办事处消息人士表示，拟以沪青平公路为界，建立“新虹桥街道”，撤销龙柏街道。
上海市人民政府下发文件后，闵行区于10月24日举行新虹街道成立大会，宣布撤销龙柏街道，以龙柏街道的班子为基础建立新虹街道，暂驻航西路1号。新虹街道处级干部由区委安排，原龙柏街道机关科级及科级以下公务员和直属事业单位工作人员整建制划转新街道。新虹街道和七宝镇、虹桥镇以沪渝高速为界。根据这一拆分方案：龙柏新村、金汇花园和虹光村全数归入虹桥镇；而航华新村片区一分为二：沪渝高速以南的区域并入七宝镇；外环线以西、沪渝高速以北全数归新虹街道。

## 曾管辖村级单位
截至到2009年8月，龙柏街道管理33个村级单位，含1个代管行政村和32个居委会。下方注明所有有关单位名称，并指明在街道分拆后的归属。

### 龙柏新村片区
龙柏一村第一居委会、龙柏一村第二居委会、龙柏二村第一居委会（并入虹桥镇后改龙柏二村居委）、龙柏二村第五居委会（撤销并入兰竹居委）、龙柏三村第一居委会（改龙柏三村居委）、龙柏三村第二居委会（改先锋公寓居委会）、龙柏四村第一居委会（改龙柏四村居委）、龙柏四村第三居委会（改兰竹居委）、龙柏五村第一居委会（改龙柏五村居委会）、龙柏六村第一居委会、龙柏六村第二居委会（前两者并为龙柏六村居委会）、龙柏七村居委会。

### 金汇花园片区
华光城居委会、金汇花园第一居委会、金汇花园第二居委会（前二者并为金汇花园居委会）、虹井居委会（并入虹桥镇西郊居委会）。

### 航华新村片区
航华一村第一居委会（并入七宝镇）、航华一村第二居委会（并入新虹街道）、航华一村第三居委会、航华一村第四居委会（前二者并入七宝镇）、航华一村第五居委会、航华一村第六居委会、航华一村第七居委会（前三者并入新虹街道）、航华二村第一居委会、航华二村第三居委会、航华二村第四居委会、航华三村第一居委会、航华四村第一居委会、航华四村第二居委会、航华四村第三居委会、航华四村第四居委会（前八者均并入七宝镇），虹光村村委会（撤销）。

## 重要事件

### 克林顿访华
据闵行区人民政府机关报《闵行报》在闵行区20周年专刊上记载，1998年7月1日，美國總統克林頓於卸任前赴中華人民共和國訪問期间，曾参观龙柏街道的金汇花园住宅小区。

## 部分知名人物

### “开心小屋”
鲍美利是一名声乐教师，退休前工作于上海乐团。1996年，鲍美利一家从黄浦区原人民广场街道被搬迁到龙柏三村。2006年，居委会组织社区老年人开座谈会。鲍美利有感于子女远离，空巢独居，在家中开设了一周一次的“爱心小屋”活动，给当地居民提供文娱活动并进行心理疏导，深受当地居民好评。活动模式和经验被扩展开去，并被认为“开创邻里养老新路”。鲍美利夫妇于2012年4月被列入中央文明办发布的“中国好人榜”。

## 脚注
1. ↑  在青杉路北侧，大致与青杉路平行，是金汇花园片区的最南侧边界。原通过航华大港河与七宝镇的唐家浜衔接，与唐家浜原是同一条河流，后被填没
2. ↑  这里指的是实际辖区之和，参见“龙柏新村”“金汇花园”段落。
3. ↑  龙柏一村西郊公寓小区（红松路绿苑路、虹井路）
4. ↑  金汇华光城小区（红松路金汇路）
5. ↑  龙柏三村先锋公寓西区（红松路白樟路西侧）、龙柏三村先锋公寓东区（红松路虹井路西南）
6. ↑  红松路、吴中路之间的东西向乡道，虹井路—金雨路
7. ↑  延安西路、红松路之间的东西向乡道，程家桥（支）路—虹许路